# نیوتاونباتلر
نیوتاونباتلر (به انگلیسی: Newtownbutler) یک روستا در بریتانیا است که در شهرستان فرمانا واقع شده‌است. نیوتاونباتلر ۹۷۰ نفر جمعیت دارد.